# Fyrsjön (Stjärnorps socken, Östergötland)
Fyrsjön är en sjö i Finspångs kommun och Linköpings kommun i Östergötland och ingår i Motala ströms huvudavrinningsområde. Sjön är 4,5 meter djup, har en yta på 0,124 kvadratkilometer och är belägen 90,8 meter över havet.

## Delavrinningsområde
Fyrsjön ingår i det delavrinningsområde (650198-148516) som SMHI kallar för Ovan Nygårdsån. Medelhöjden är 82 meter över havet och ytan är 89,93 kvadratkilometer. Det finns inga avrinningsområden uppströms utan avrinningsområdet är högsta punkten. Sätraån (Hammarån) som avvattnar avrinningsområdet har biflödesordning 3, vilket innebär att vattnet flödar genom totalt 3 vattendrag innan det når havet efter 60 kilometer. Avrinningsområdet består mestadels av skog (84 procent). Avrinningsområdet har 4,2 kvadratkilometer vattenytor vilket ger det en sjöprocent på 4,1 procent.